# 程抱一
程抱一（法語：François Cheng，音譯“弗朗索瓦·程”，1929年8月30日—） 是法国著名华裔作家、诗人、书法家。 法兰西学术院院士。

## 生平
程抱一，原名程纪贤（法語：Cheng Chi-Hsien）。其成名作《张若虚》（硕士论文）系用該署名发表。
程抱一，江西南昌人，毕业于重庆立人中学。1947年，进入南京金陵大学（金陵大学后并入南京大学）英文系，半年即辍学，1948年随其父程其保（时任中华民国南京国民政府驻巴黎联合国教科文组织教育官员）赴法国留学并随后定居。程抱一到法國12年后获得第一份正式工作（1960），到法20年后获得第一个公立名校文凭（1969,Diploma of EPHE,Grande École Public）。程纪贤在法国自学、苦读、旁听12年后，结识著名汉学家戴密微（Paul Demiéville）并受其提携（见余熙《程抱一专访-摆渡东西文化间》），于1963年进入戴密微毕业并执教的直属法国高教部之名校高等研究應用學院（École Pratique des Hautes Études）（“法国结构主义、符号学派的大本营”高等研究應用學院由拿破仑三世的教育部长Victor Duruy创建于1868年，是直属法国高教部著名国立学术机构，名师云集，享有国际盛誉。汉译名：法国高等研究院、高等研究学院、巴黎高等实验研究院、法国高等研究实验学院、巴黎高等研究实践学院，等等），拜李嘉乐（Rygaloff Alexis，旧北大罗常培与老舍之法国弟子）与戴密微弟子谢和耐（Jacques Gernet）为导师，用8年时间完成并通过其硕士论文《唐代诗人张若虚诗之结构分析：春江花月夜》（法语），于1969年在EPHE取得硕士学位（答辩评审委员：罗兰·巴尔特、谢和耐）。
此硕士论文一举成名，受到当时在EPHE执教的多位世界著名学者如列维·斯特劳斯（Levi Strauss）、罗兰·巴尔特（Roland Barthes）、拉康（Jacques Lacan）、克里斯蒂娃（Julia Kristeva）、格雷玛斯等人的重视，次年即由人类学学报大本营巴黎绵羊出版社与法国高等研究院联合出版（《Analyse formelle de l'œuvre poétique d'un auteur des Tang Zhang Ruo-xu》, Cheng Chi-Hsien, MOUTON et EPHE PARIS 1970. "Le travail a été présenté sous la direction de Rygaloff Alexis pour le diplôme de l'École Pratique des Hautes Études en 1969. Jacques Gernet et Roland Barthes ont bien voulu en être les rapporteurs. Au cours de la redaction, j'ai beneficié des conseils précieux de Paul Demieville et Jean-Pierre Dieny. Qu'ils trouvent ici l'expression de ma profonde gratitude."）。此论文发表后，程纪贤在巴黎一举成名，因克里斯蒂娃之重视，而受到著名的巴黎门槛出版社（Éditions du Seuil）约稿，遂将其硕士论文《张若虚》扩充，接连发表著名小册子《中国诗语言研究》和《中国画语言研究》。后用已经出版的三本书，直接通过答辩（未撰写常规博士论文），在由EPHE教授谢和耐所创建的巴黎七大东方系（UFR LCAO of PARIS 7）取得博士学位。
之后，程抱一主要任教于巴黎东方语言学院（INALCO），教授汉语和中国文化，也曾多次受邀在其他院校授课讲学。
中年后，程抱一不再进行学术研究，而转向文学创作。发表了多部个人诗集和小说，多用法文发表。其中也包括介绍中国文化，翻译中法两国文学大师的作品，被法国学术界称赞为“中国与西方文化之间永远不疲倦的摆渡人”。他的许多作品已经成为西方学术界研究中国绘画、诗歌的主要参考材料，他的诗歌《石与树》被选入《20世纪法国诗歌选》。2002年程抱一被选为法兰西学术院（Académie française）院士，法兰西学术院仅有40名终身院士，程抱一是其中第一位，也是迄今为止的唯一一位亚裔院士，授予他的佩剑柄上镌刻着文天祥《正气歌》的第一句“天地有正气”。

## 主要作品
- 《唐朝张若虚诗歌形式的分析》（1970年）
- 翻译老舍的《骆驼祥子》（1973年）
- 《中国诗歌文字》（1977年）
- 《虚与实：论中国绘画语言》（1979年）
- 《梦幻空间：中国画的千年史》（1980年）
- 《七首法语诗》（1983年）
- 《亨利·米肖，他的生平和著作》（1984年）
- 《朱耷，叛逆的才子》（1986年）
- 《中国诗歌语言和中国宇宙观的联系及其音韵的生命力》（1986年）
- 《中国诗歌语言中主观和客观的交融，东方和西方的诗》（1988年）
- 《石与树》（1989年，被收入《20世纪法国诗歌选》）
- 《云雾与源泉，中国过去和现代诗歌音韵的变迁》（1990年）
- 《生命的季节》（1993年）
- 《36首爱情诗》（1997年）
- 《用石头做标记》（1997年，和法边·威尔第耶合著）
- 《天一言》（1998年，获费米娜文学奖）
- 《石涛，人间趣味》（1998年，获安德列·马尔罗奖）
- 《托斯卡纳旋律》（1999年）
- 《歌唱的起源》（2000年）
- 《二重唱》（2000年，获罗杰·开鲁瓦奖）
- 《呼吸变成语言》（2001年）
- 《谁讲述我们的夜晚》（2001年）
- 《期望永恒》（2002年）

## 家庭
程抱一父亲程其保是第1届中华民国立法委员。女儿程艾兰（Anne Cheng）是著名汉学家，早先在巴黎高师学英文专业，后改学汉学，到法国高等实验研究院跟随著名汉学家桀溺教授（Jean-Pierre Dieny）学习汉学。1998年其代表作《中国思想史》获儒莲奖（Prix Stanislas Julien，西方汉学最高奖)，于2008年进入法兰西学院（Collège de France），接掌曾由马伯乐、戴密微、谢和耐等执教过的法国最高汉学讲席。
程抱一父女合译的《论语》至今仍然是权威的法文版本。在西方，与辜鸿铭所译的《论语》英文版并称双璧。